# Dixie Mafia
Con Dixie Mafia o mafia del Sud (degli Stati Uniti), si intende un'organizzazione criminale di ispirazione mafiosa originaria di Biloxi (Mississippi), operante principalmente nel sud degli Stati Uniti a partire dagli anni sessanta. Coinvolta nel traffico illegale di alcolici e stupefacenti, e non di rado nella ricettazione di merce rubata, si caratterizza per l'uso della violenza.

## Storia
Le origini dell'organizzazione risalgono agli anni '60, quando criminali di piccola taglia del Sud decisero di mettere su una banda criminale finalizzata all'esecuzione di furti e rapine. Nonostante non fosse ancora ben radicata una comune identità in stile mafioso tra i membri, anche perché a differenza del sistema componentistico delle mafie italiane i cui affiliati erano spesso legati fra loro da vincoli di sangue, i banditi del Sud si contattavano solo per questioni d'affari seguendo solo una regola: non collaborare con le autorità.
Instaurando con il tempo ben più che legami sporadici per rapine, sul finire degli anni '60 si era creata una vera e propria mafia sullo stile di Cosa nostra statunitense, ovvero assumendo un carattere verticistico ed espandendo le proprie attività illecite dalle sole rapine al traffico di droga, contrabbando, gioco d'azzardo, combattimenti clandestini di animali e omicidi su contratto. A guidare quella che si sarebbe manifestata come una delle più violente organizzazioni criminali nel territorio del Sud fu Kirksey Nix, capo carismatico e dai metodi brutali, noto per la sua spavalderia verso le autorità. In particolare, nella sua lotta alle forze dell'ordine, vanno inseriti l'attentato fallito alla vita dello sceriffo Buford Pusser e l'uccisione della moglie di Buffer il 12 agosto 1967. Oggi Nix sta scontando una pena all'ergastolo al penitenziario di Marion.
Inizialmente alleata con la piccola associazione criminale State Line Mob, operante in alcuni Stati del Sud e Interni, dopo la sua dissoluzione nei tardi anni '60, la Dixie Mafia trovò sostegno nella mafia italoamericana, la più vasta e ricca organizzazione mafiosa degli Stati Uniti.
Quando, nel tempo, iniziarono a esserci i primi arresti e veniva a galla una parziale ricostruzione della struttura interna del gruppo, i giornali iniziarono a parlare per la prima volta della Dixie Mafia come "mafia del Sud"; prima di allora si era sempre parlato e pensato a bande criminali indipendenti o presenze di mafie esterne nel territorio ma mai di una vera e propria organizzazione composta da "gente del Sud" per via di particolari e precisi fattori culturali e storici che hanno caratterizzato la regione. L'inafferrabilità dei suoi principali membri era stata indicata come una possibile prova del sostegno indiretto o meno della popolazione a quella forma di mafia, che sì era violenta e criminale, ma in qualche modo dava protezione agli abitanti della regione.
Nel settembre 1987, in un periodo di particolare recrudescenza delle attività criminose della Dixie Mafia intrise di un alto grado di violenza, vengono uccisi il giudice Vince Sherry e sua moglie nella loro proprietà per via dell'operato del primo per contrastare il dilagare della criminalità.
Le autorità vagano ciecamente, e le indagini non portano a nessuna possibile e plausibile conclusione. Non si parlava ancora della criminalità del Sud come parte di un sistema mafioso Dixie, ma negli anni seguenti, le imperdurabili ricerche delle forze dell'ordine e delle forze anticrimine, portano a scoprire una rete sotterranea rimasta fino ad allora invisibile, composta da mafiosi del Sud impegnati nelle più disparate attività illegali e politici delle amministrazioni locali cittadine collusi in questo sistema. Per l'omicidio del giudice Sherry, il dito non sarà più puntato solamente contro i mafiosi del Sud ma anche verso figure politiche di un certo rilievo, come il sindaco di Biloxi, all'epoca delle vicende, Pete Halat.